# Kobi Shabtai
Yaakov Shabtai, detto Kobi (Ascalona, 11 novembre 1964), è un ex militare e poliziotto israeliano, comandante della polizia israeliana dal 17 gennaio 2021.

## Biografia

### Carriera militare
Shabtai si arruola nel 202º Battaglione della Brigata Paracadutisti nel 1982.Fu congedato nel 1987 al termine del suo servizio con il grado di capitano (Seren).
Shabtai è entrato a far parte della gendarmeria israeliana di frontiera nel 1991.

### Capo della polizia
Nominato commissario capo della polizia israeliana il 17 gennaio 2021, è succeduto a Motti Cohen.
Il 25 aprile 2021, ha ordinato la rimozione delle barricate che impedivano l'accesso alla Porta di Damasco a Gerusalemme Est dopo violente proteste.
In seguito alla ressa della folla sul Monte Meron del 2021, Shabtai ha detto che non avrebbe permesso che la polizia diventasse il capro espiatorio per l'incidente.

### Vita privata
Shabtai ha conseguito una laurea in Economia aziendale e un Master in Educazione. È sposato, padre di tre figlie e vive a Pardes Hanna-Karkur . Sua figlia Yaer è un agente di polizia con il grado di ispettore.

## Controversie
In una registrazione trapelata di una conversazione con il Ministro della Sicurezza Nazionale Itamar Ben-Gvir, Shabtai ha detto: "Non c'è niente che possiamo fare. Si uccidono a vicenda. È nella loro natura. Questa è la mentalità degli arabi", con il risultato che i principali politici arabi israeliani chiedono il suo licenziamento per razzismo antipalestinese.